# Asociación Interétnica de Desarrollo de la Selva Peruana
L' Asociación Interétnica de Desarrollo de la Selva Peruana (AIDESEP) és una organització civil que reuneix diferents organitzacions socials de l'Amazònia del Perú.

## Història
El Decret llei Núm. 20653 Llei de Comunitats Natives del 18 de juny en 1974, en el seu article 11 va permetre que els territoris de tots els pobles de l'Amazònia peruana siguin declarats inalienables, imprescriptibles i inembargables. Aquesta llei va propiciar també la creació de les primeres organitzacions indígenes.
A inicis dels anys 70, sorgeix un moviment representatiu de l'Amazònia peruana, protagonitzat pels mateixos indígenes. Els iniciadors d'aquest moviment van ser les organitzacions dels pobles ashaninca, amb la seva Central de Comunitats Natives de la Selva Central (CECONSEC); shipibos, amb la seva Federació de Comunitats Natives de Ucayali (FECONAU) i awajun (aguaruna), amb el seu Consell Aguaruna i Huambisa (CAH) llavors liderat per Evaristo Nugkuag. Aquests tres Pobles Indígenes amazònics van constituir, al començament dels anys 80 a l'Associació Interètnica de Desenvolupament de la Selva Peruana - AIDESEP.
La Constitució Política del Perú de 1993 va retirar el caràcter inalienable i alienable dels seus territoris.

## Òrgan de Direcció i Gestió
És triat cada 3 anys en una Assemblea Nacional, on participen els representants de totes les organitzacions indígenes amazòniques del Perú. L'actual Consell va ser escollit a la ciutat d'Iquitos el 23 de desembre de 2017 i les seves funcions acabaran el 31 de desembre de 2020. El Consell Nacional Ampliat es reuneix cada 6 mesos i participen els representants de cada organització regional indígena. En aquestes reunions es prenen les principals decisions sobre les línies polítiques de l'organització.

## Organitzacions Afiliades

### Organitzacions directament afiliades
- COMARU - Consejo Machiguenga del Río Urubamba.

### Organitzacions Descentralitzades
- ARPI S.C - Asociación Regional de los Pueblos Indígenas de la Selva Central.
- CORPI SAN LORENZO - Coordinadora Regional de Pueblos Indígenas Región San Lorenzo.
- FENAMAD - Federación Nativa de Madre de Dios y Afluentes.
- ORPIO - Organización Regional de Pueblos Indígenas del Oriente.
- ORAU - Organización Regional AIDESEP Ucayali.
- ORPIAN P - Organización Regional de Pueblos Indígenas de la Amazonía Norte del Perú.